# Pima Butte
Pima Butte (in maricopa: Vii Vav) è una collina situata nella contea di Pinal, in Arizona, a 13 km. a nord dell'attuale Maricopa.  La collina è alta 506 metri sul livello del mare. Come punto di riferimento significativo nella valle di Gila è vicina al sito dove venne combattuta la battaglia di Pima Butte, nel 1857.